# Грб Саратовске области
Грб Саратовске области је званични симбол једног од субјеката Руске федерације са статусом области — Саратовске области. Грб је првобитно усвојен 6. септембра 1996, али је допуњен 28. маја 2001. године.

## Опис грба
У опису грба Саратовске области се каже: грб Саратовске области је азурно плави штит (француски облик) са односом ширине и висине 8:9, у коме су приказане три сребрне рибе (кечиге) у облику рачвастог крста. Штит је окружен вијенцем од храстовог златног лишћа, увезаног траком Светог Андрије.
Закон од 28. маја 2001. године, а који се тиче симбола Саратовске области, даје нови опис и грба Саратовске области, у коме се каже:
Грб Саратовске области је азурно плави хералдички штит са три сребрне кечиге, скупљене у рачвасти крст, крунисан златном круном, обложена азурно (са пет видљивих оштрих зубаца, од којих три су на предњој, а два на задњој страни).

## Еволуција грба
- Грб Саратовске губерније
- Грб Саратовске области (1996-2001)
- Грб на застави Саратовске области (2001)